# William Wittman
William Wittman (* 16. September 1952 in London Borough of Richmond upon Thames, Surrey) ist ein britisch-US-amerikanischer Musikproduzent, Tontechniker, Musiker und Songwriter. Er wurde vor allem für seine Produktionen für Cyndi Lauper, The Outfield, The Fixx, Joan Osborne und Lloyd Cole bekannt. Zu den bekanntesten von ihm produzierten Liedern gehören Girls Just Want to Have Fun von Cyndi Lauper und Say It Isn't So von The Outfield.

## Leben und Karriere
William Wittman begann seine Laufbahn zuerst als Musiker, entwickelte aber schon bald seine besondere Begabung als Tontechniker durch die Arbeit am Mischpult für diverse Musikgruppen und Solokünstler. 1978 legte er letzte Hand an Michael Stanleys Album Cabin Fever. Seit 1982 zeichnet er sich auch für zahlreiche Alben als Produzent verantwortlich. Als Musikproduzent und Aufnahmetechniker gehören die Platin-Debüt Alben der 1980er und 1990er Jahre von Cyndi Lauper, The Hooters, The Outfield oder Joan Osborne zu seinen Credits. Bei zahlreichen Alben hat er selbst als Musiker mitgewirkt, unter anderem im Bereich Bass, Gitarre, Keyboard und Gesang. Als Musiker trat er landesweit in Fernsehshows wie The Late Show von David Letterman, der Rosie O'Donnell Show, der Late Late Show von Craig Kilborn oder Ellen DeGeneres auf. Er war Mitglied der Alternative-Rock-Band Too Much Joy. Heute spielt er Bassgitarre in der Band von Cyndi Lauper, sowohl bei ihren Studioaufnahmen als auch bei ihren internationalen Tourneen, ferner betreut Wittman die Künstlerin, mit der er seit Jahren eng befreundet ist, auch als musikalischer Berater.
Wittman arbeitete zudem als Chefingenieur bei verschiedenen Aufnahmestudios. Darüber hinaus war er mehrere Jahre A-&-R-Vizepräsident und Produzent bei großen Plattenfirmen wie (RCA/BMG Records und Columbia/Sony Records).
Bei den Grammy Awards 2014 wurde er als Co-Produzent des Musicalalbums zu Kinky Boots von Cyndi Lauper mit einem Grammy ausgezeichnet.
William Wittman lebt und arbeitet heute als unabhängiger Produzent, Tontechniker, Musiker und Songwriter in New York.

## Diskografie (Auswahl)
| - 1982: Translator (Heartbeats and Triggers) - 1982: A's (Four Dances) - 1983: Cyndi Lauper She’s So Unusual - 1983: Clarence Clemons & the Red Bank Rockers (Rescue) - 1984: Red Rockers (Schizophrenic Circus) - 1985: Graham Parker & the Shot (Steady Nerves) - 1985: The Outfield (Play Deep) - 1986: Simon F. (Gun) - 1986: The Outfield (Bangin') - 1987: Patty Smyth (Never Enough) - 1987: Too Much Joy (Green Eggs and Crack) - 1987: Rob Jungklas (Closer to the Flame) - 1988: Lightning Strike (Lightning Strike) - 1988: The Fixx (Calm Animals) - 1989: Rob Jungklas (Work Songs for a New Moon) - 1989: Pat Benatar (Best Shots) - 1991: Willie Nile (Places I Have Never Been) - 1991: The Fixx (Ink) - 1992: Too Much Joy (Mutiny) - 1992: Cyndi Lauper (A Hat Full of Stars) - 1993: Graham Parker (Passion Is No Ordinary Word: The Graham Parker Anthology 1976-1991) - 1994: Songcatchers (Dreaming in Color) - 1995: Cyndi Lauper (Twelve Deadly Cyns ... and then Some) - 1995: Red Rockers (Good as Gold/Schizophrenic Circus) - 1996: Too Much Joy (Finally) - 1996: The Outfield (Big Innings: The Best of the Outfield) - 1997: Cyndi Lauper (She's So Unusual/True Colors/Hat Full of Stars) - 1997: Lara Lavi (Inside the Red Room) - 1998: The Outfield (Super Hits) - 1998: Cyndi Lauper (Merry Christmas...Have a Nice Life!) - 1998: Patty Smyth (Greatest Hits) - 2000: Lloyd Cole (The Negatives) - 2001: Graham Parker (Ultimate Collection) - 2001: Ben Phillips (Freak Like Me) - 2001: Lloyd Cole (2001 Collected Recordings) - 2003: Chacon (Matches & Gasoline) - 2004: Cyndi Lauper (The Collection) - 2004: Cyndi Lauper (Shine) - 2004: Action Action (Don't Cut Your Fabric to This Year's Fashion) - 2005: Cyndi Lauper (The Body Acoustic) - 2005: Rachel Sweet (...And Then He Kissed Me/Blame It on Love) - 2006: Cyndi Lauper (Collections) - 2006: Willie Nile (Arista Columbia Recordings 1980-1991) - 2006: Action Action (An Army of Shapes Between Wars) - 2007: Cyndi Lauper (Discover Cyndi Lauper) - 2007: Translator (Collection) - 2008: Sarah McLachlan (Rarities, B-Sides & Other Stuff, Vol. 2) - 2008: Cyndi Lauper (Original Album Classics) - 2008: Cyndi Lauper (Bring Ya to the Brink) - 2009: A's (The A's/A Woman's Got the Power) - 2009: Patty Smyth (Super Hits) - 2009: Lloyd Cole (Cleaning Out the Ashtrays) - 2010: Lez Zeppelin (Lez Zeppelin I) - 2013: Sarah McLachlan (The Essential Sarah McLachlan) - 2013: Kinky Boots - 2014: Paul Rodgers (The Royal Sessions) - 2017: Dave Hause (Bury Me in Philly) - 2019: Dave Hause (Kick) | - 1978: Michael Stanley (Cabin Fever) - 1978: Breakwater (Breakwater) - 1979: Herbie Mann (Yellow Fever) - 1979: Larry Coryell (Tributaries) - 1979: Ben Sidran (The Cat and the Hat) - 1979: A's (The A's) - 1979: Dexter Gordon (Sophisticated Giant) - 1979: Phyllis Hyman (Somewhere in My Lifetime) - 1979: Baby Grand (Ancient Medicine) - 1980: Breakwater (Splashdown) - 1980: Air Supply (Lost in Love) - 1981: A's (A Woman's Got the Power) - 1983: Cyndi Lauper (She's So Unusual) - 1983: Clarence Clemons & the Red Bank Rockers (Rescue) - 1984: Scandal (The Warrior) - 1985: The Outfield (Play Deep) - 1985: The Hooters (Nervous Night) - 1987: Too Much Joy (Green Eggs and Crack) - 1987: Rob Jungklas (Closer to the Flame) - 1990: Lita Ford (Stiletto) - 1991: Willie Nile (Places I Have Never Been) - 1994: Songcatchers (Dreaming in Color) - 1995: Cyndi Lauper (Twelve Deadly Cyns ... and then Some) - 1995: Joan Osborne (Relish) - 1995: Joan Osborne (One of Us Vol. 1) - 1996: Joan Osborne (One of Us Vol. 2) - 1996: The Hooters (Hooterization) - 1996: Too Much Joy (Finally) - 1997: Cyndi Lauper (She's So Unusual/True Colors/Hat Full of Stars) - 1997: Richard Julian (Richard Julian) - 1997: Lara Lavi (Inside the Red Room) - 1998: Brownie Mary (Naked) - 1998: Cyndi Lauper (Merry Christmas...Have a Nice Life!) - 1998: The Hooters (Live in Germany) - 1998: Largo (Largo) - 1999: The Chieftains (Tears of Stone) - 2000: Lloyd Cole (The Negatives) - 2000: Dar Williams (The Green World) - 2001: Herbie Mann (Super Mann/Yellow Fever) - 2001: Rat Race (Soundtrack) - 2001: Ben Phillips (Freak Like Me) - 2001: Lloyd Cole (2001 Collected Recordings) - 2002: Abenaa (Tuesday's Child) - 2002: Herbie Mann (The Best of the Atlantic Years) - 2002: Cyndi Lauper (She's So Unusual/True Colours) - 2002: Baha Men (Greatest Movie Hits) - 2003: Dar Williams (The Beauty of the Rain) - 2003: Chacon (Matches & Gasoline) - 2003: Cyndi Lauper (At Last) - 2004: Cyndi Lauper (The Collection) - 2004: Cyndi Lauper (Live...At Last) - 2004: Action Action (Don't Cut Your Fabric to This Year's Fashion) - 2005: Cyndi Lauper (The Body Acoustic) - 2005: Dar Williams (My Better Self) - 2005: Rachel Sweet (...And Then He Kissed Me/Blame It on Love) - 2006: Willie Nile (Arista Columbia Recordings 1980-1991) - 2007: The Hooters (Nervous Nights and Satellites) - 2007: Lez Zeppelin (Lez Zeppelin) - 2007: Joan Osborne (20th Century Masters - Millennium Collection) - 2008: Cyndi Lauper (Original Album Classics) - 2008: Joan Osborne (Little Wild One) - 2008: Antony and the Johnsons (Another World) - 2009: A's (The A's/A Woman's Got the Power) - 2010: Cyndi Lauper (Memphis Blues) - 2011: Dexter Gordon (The Complete Columbia Albums Collection) - 2013: Kinky Boots - 2014: Billy Porter (Billy's Back on Broadway) - 2014: Paul Rodgers (The Royal Sessions) - 2016: Cyndi Lauper (Detour) - 2017: Dave Hause (Bury Me in Philly) - 2019: Dave Hause (Kick) |